# Tan-Tan (província)

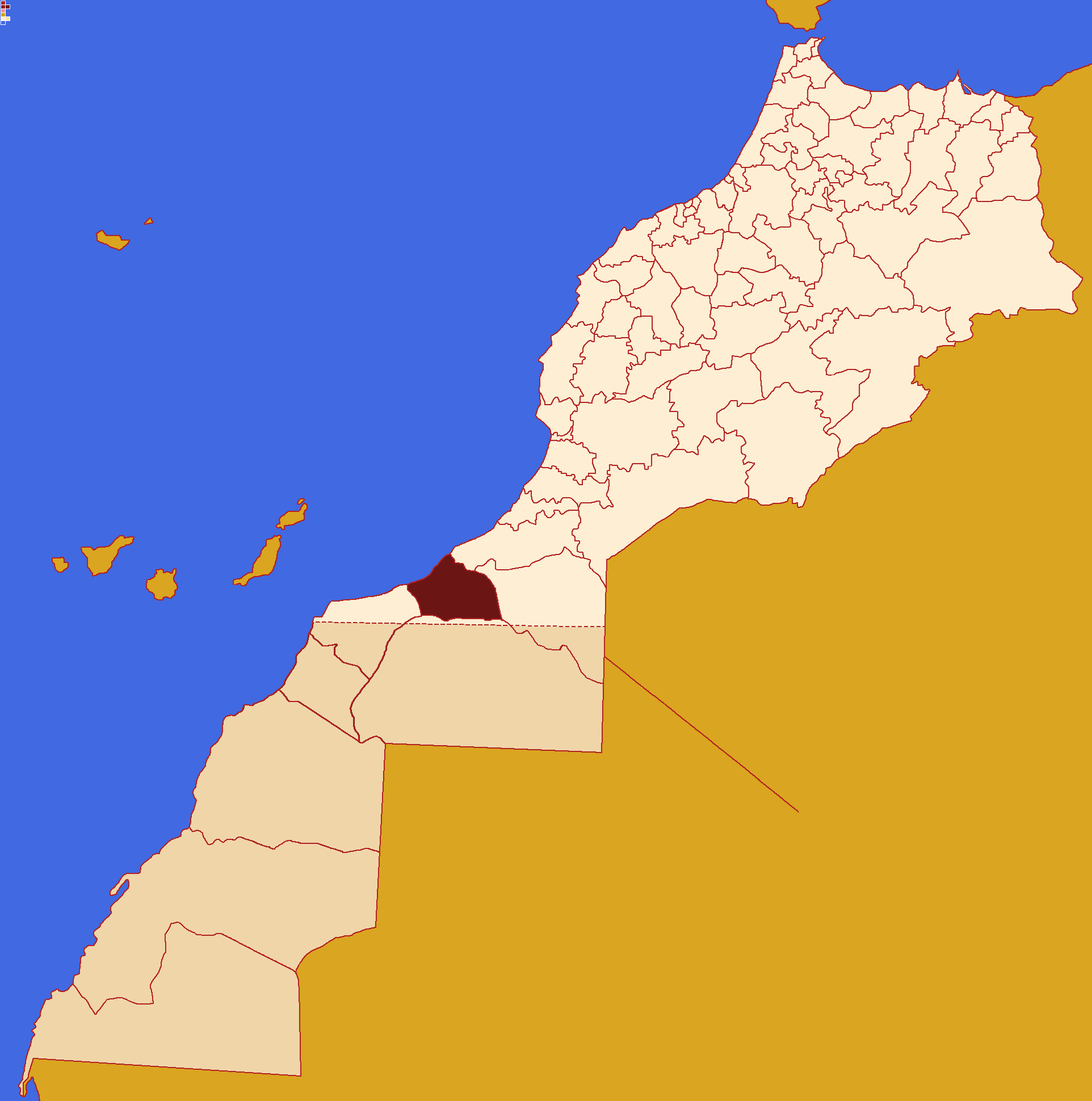
Localização da província em Marrocos.

Bandeira da província.

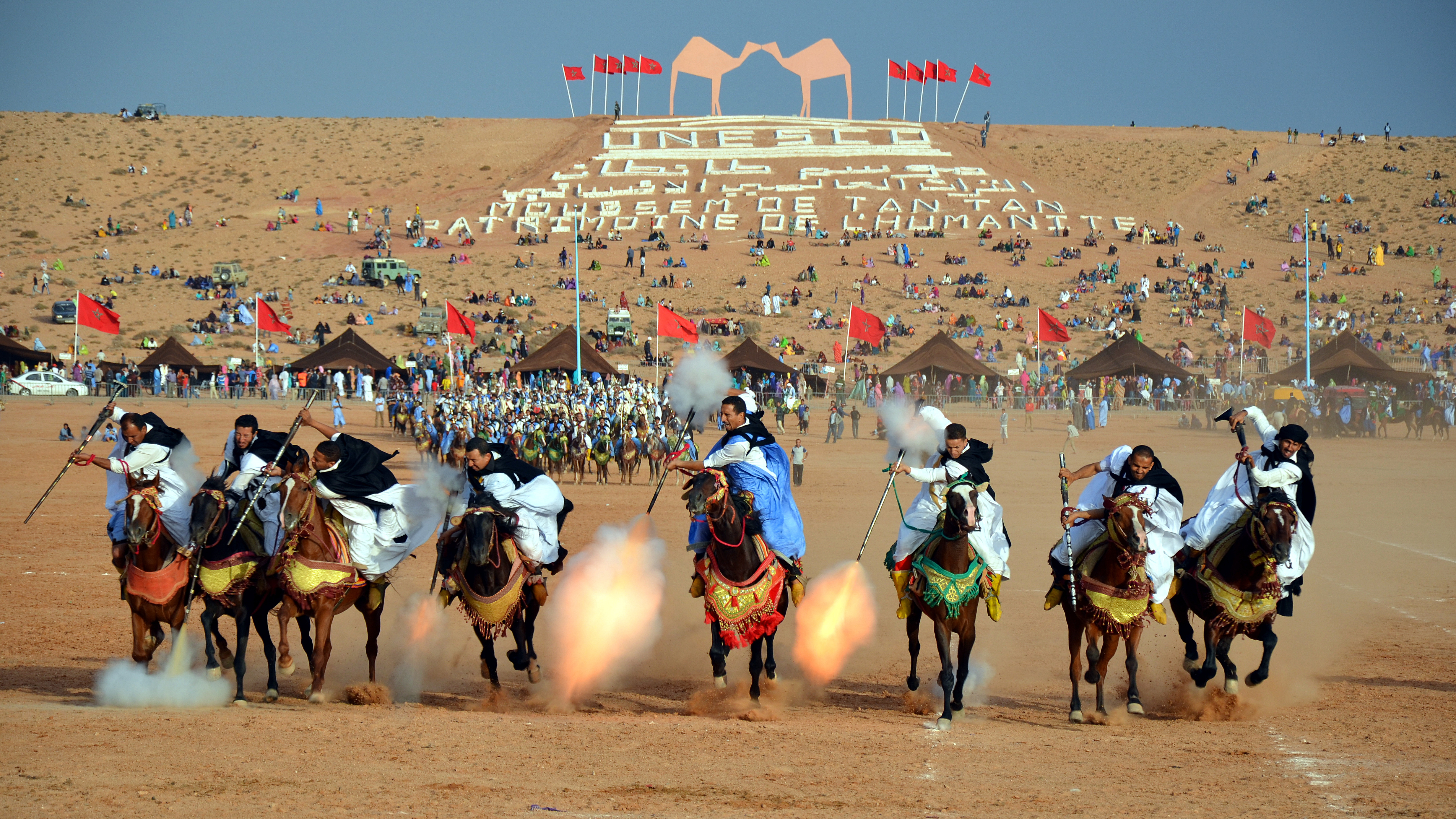
O Moussem (feira) de Tan-Tan.

Tan-Tan é uma província de Marrocos, que pertence administrativamente a região de Guelmim-Oued Noun. Em 2014 tinha 86.134 habitantes distribuídos por 17.295 km². A sua capital administrativa é a cidade de Tan-Tan.

## Limites
Os limites da província são:
- Norte com a província de Guelmim.[1]
- Oeste pelo Oceano Atlântico.[1]
- Sul com a província de Essmara/Saara Ocidental.[1]
- Leste com a província de Assa-Zag.[1]

## História
Entre 1912 a 1958 pertenceu ao protetorado do Sul de Marrocos, do então protetorado Espanhol de Marrocos. Entre 1946 e 1958 foi administrado como parte da África Ocidental Espanhola.

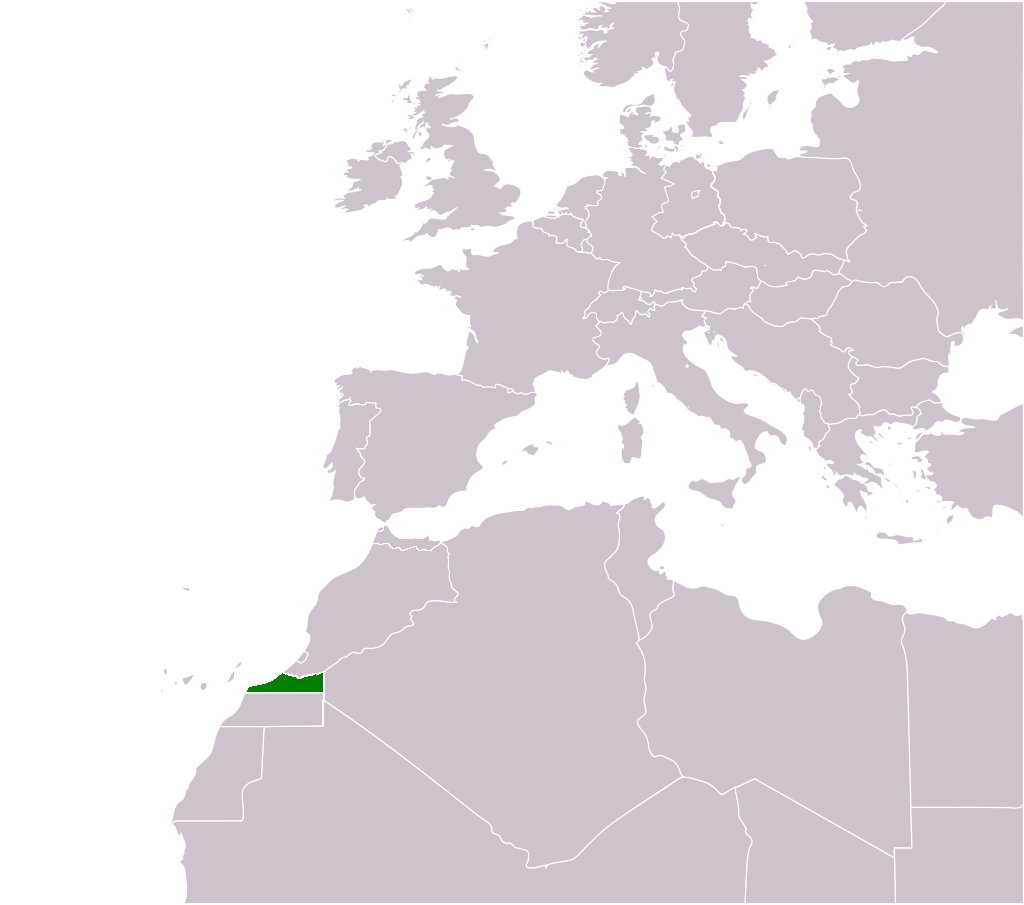
Localização da zona Sul, do protetorado Espanhol de Marrocos.

## Organização Administrativa
Administrativamente a província divide-se em 2 municípios, 2 círculos e 5 comunas.

### Subdivisões administrativas
Nas áreas urbanas a província divide-se em municípios. Nas áreas rurais a província divide-se em comunas. As comunas contiguas constituem círculos.

#### Os municípios
As áreas urbanas da província constituem 2 municípios.
- Tan-Tan, município com 73 209 habitantes em 2014.[1]
- El Ouatia, município com 9 295 habitantes em 2014.[1]

#### Os círculos e as comunas
As áreas rurais da província constituem 5 comunas, agrupadas em 2 círculos.

##### Circulo de Msied
Circulo constituído por 2 comunas, tinha 2 290 habitantes em 2014.
- Msied, comuna com 1 275 habitantes em 2014.[1]
- Tilemzoun, comuna com 1 015 habitantes em 2014.[1]

##### Circulo de Tan-Tan
Circulo constituído por 3 comunas, tinha 1 340 habitantes em 2014.
- Abteh, comuna com 264 habitantes em 2014.[1]
- Ben khlil, comuna com 752 habitantes em 2014.[1]
- CHbika, comuna com 324 habitantes em 2014.[1]

## Demografia

### Crescimento demográfico
O crescimento demográfico da província foi a seguinte:
| 1994   | 2004   | 2014   |
| ------ | ------ | ------ |
| 58 079 | 70 146 | 86 134 |

### População urbana e rural
Em 2014 a população urbana constituía 95,8% do total da província. 
|                  | 1994   | 2004   | 2014   |
| ---------------- | ------ | ------ | ------ |
| População urbana | 53 667 | 67 105 | 82 504 |
| População rural  | 4 412  | 3 041  | 3 630  |
| Total            | 58 079 | 70 146 | 86 134 |

### Educação
A taxa de analfabetismo da província decresceu de 32,3% em 2004 para 25,2% em 2014.

## Geografia e clima

### Relevo
O relevo da província é dominada por duas cadeias montanhosas, a Ouazgziz e a Zini.

### Clima
A província de Tan-Tan está sujeita ao clima semiárido do Saara, caracterizado por verões quentes e invernos irregulares com pouca chuva. Periodicamente experimenta tempestades de areia. A orla costeira onde se situa a comuna de El Ouatia beneficia da proximidade do oceano e tem um clima temperado e uniforme durante todo o ano. Na área montanhoso da província o clima é semiárido. A precipitação média anual da província situa-se entre os 47 e 117 mm. As amplitudes térmicas são menos acentuadas ao longo de toda a faixa costeira, registando-se temperaturas médias anuais de 17°C, com mínima de 12°C e máxima não superior a 32°C.

#### Aridez
O clima ameno, bastante húmido e uniforme da costa torna-se cada vez mais seco à medida que avançamos para o interior. A 50 km da costa, reina a influência saariana. As chuvas são extremamente raras e irregulares no interior do país.

## Patrimônio e turismo
Os principais pontos turísticos da província são a foz do vale de Daraa, a praia Al Wattia, os oásis de Win Madkour e de vallée Chbika, as grutas de Oued Boulemgheir, de Oued Boualaka e de Oued el Jarfia.

### Patrimônio mundial da UNESCO
Em 2004 a UNESCO reconheceu o Moussem de Tan-Tan como parte do património cultural imaterial da humanidade. O Moussem de Tan-Tan é um encontro anual de nómadas do Saara que reúne mais de trinta tribos de sul de Marrocos e outras regiões do noroeste de África. Os elementos que caracterizam o estatuto de património imaterial de Moussem são: a Corridas de cavalos; as Atuações musicais; as Canções populares; a Poesia Hassani; os Jogos tradicionais e a Exposições de arte.
Originalmente, acontecia todos os anos por volta do mês de maio e era uma oportunidade para comprar, vender e trocar alimentos e outros produtos, de organizar concursos de criação de camelos e cavalos e de celebrar casamentos.

## Economia

### Agricultura
A área agrícola útil em 2018 era de 15.256 ha, dos quais 12.200 ha eram de agricultura de sequeiro, 3.000 ha de agricultura de espalhamento da água da inundação (Faid) e 56 ha eram de agricultura de irrigação. O cultivo de cereais (trigo mole e cevada) era responsável por 13,6% dessa área. A nível da pecuária são criadas cabras, ovelhas e camelos. Existe também produção de mel.

### Pesca
Em 2017 o porto de Tan-Tan (El Ouatia) foi responsável por 51 384 toneladas de pesca (a nível nacional foi pescado 1 285 787 toneladas), sendo o principal porto de pesca de sardinha de Marrocos.

### Industria
A atividade industrial da província está ligada ao porto de pesca de Tan-Tan (El Ouatia) onde existem três zonas industriais ligadas as atividades pesqueiras (congelação, enlatamento, produção de farinha de peixe e fabrico de gelo).

### Artesanato
Em 2018 este setor empregava 3 580 artesãos, principalmente em artigos têxteis (tecelagem Elkhayma, tecelagem de tapetes, artigos de couro, costura Draa e cestaria).

## Transportes

### Rodoviário
A rede rodoviária da província totalizava em 2018, uma extensão de 446,917 km, dos quais 322,043 km alcatroados.

### Aéreo
O Aeroporto Internacional Tan-Tan é um aeroporto localizado a aproximadamente 6 quilómetros a oeste da cidade. Tem uma capacidade para 160.000 passageiros por ano.

### Maritimo
O porto de Tan-Tan (El Ouatia) localiza-se a 25Km a sul da cidade de Tan Tan e a 330Km a sul da cidade de Agadir.